# Tim Tyler's Luck
Tim Tyler's Luck é um seriado estadunidense de 1937, gênero aventura, dirigido por Ford Beebe e Wyndham Gittens, estrelado por Frankie Thomas e Frances Robinson. Produzido e distribuído pela Universal Pictures em 12 capítulos, foi baseado na tira em quadrinhos Tim Tyler's Luck, criada por Lyman Young em 1928.

## Sinopse
Tim Tyler embarca em um navio com destino à África para encontrar seu pai, o professor James Tyler, que está na região dos gorilas, onde descobriu um valioso cemitério de elefantes. Tim conhece e é acompanhado por Lora Lacey, que persegue o criminoso "Spider" Webb, ladrão de diamantes e o homem responsável pela prisão injusta de seu irmão. Com a ajuda de amigos, homens e os animais (pantera Fang e chimpanzé Ju-Ju), Tim liquida Spider e seu bando, encontrando o tesouro de marfim.

## Elenco
- Frankie Thomas … Tim Tyler
- Frances Robinson … Lora Lacey, identificando-se como Lora Graham
- Jack Mulhall … Sargento Gates
- Al Shean … Professor James Tyler, pai de Tim
- Norman Willis … "Spider" Webb
- Anthony Warde … Garry Drake
- Earl Douglas … Jules Lazarre
- William 'Billy' Benedict … Spud
- Frank Mayo … Jim Conway
- Alan Gregg … Brent
- Stanley Blystone … Capitão Clark
- Everett Brown … Mogu
- Skippy … Ju Ju, o Chimpanzé
- Lane Chandler ... Patrulheiro Kelly [Cp. 1] (não creditado)
- William Desmond ... Dock Official [Cp. 1] (não creditado)
- Kenneth Harlan ... Spencer, Trader [Cps. 2-3] (não creditado)

## Produção
A história recria com exatidão os quadrinhos de Lyman Young, Tim Tyler's Luck, inclusive os episódios são apresentados por recapitulações em “tiras”.

## Crítica
Stedman considera esse talvez o maior seriado de selva da Universal, com boa direção e interpretações convincentes. A série tem momentos de calma equilibrando a ação, o que era raro para um seriado. A caracterização é mais sutil do que "se poderia esperar em uma série de ação".

## Capítulos
1. Jungle Pirates
2. Dead Man's Pass
3. Into the Lion's Den
4. The Ivory Trail
5. Trapped in the Quicksands
6. The Jaws of the Jungle
7. The King of the Gorillas
8. The Spider Caught
9. The Gates of Doom
10. A Race for Fortune
11. No Man's Land
12. The Kimberley Diamonds

Fonte:

## Lançamento em DVD
Todos os 12 capítulos foram lançados em DVD em 28 de fevereiro de 2006, com caracterísitcas especiais, incluindo uma entrevista com Frankie Thomas, o trailer original e cliffhangers clássicos.